# Тикондерога (нефтегазовое месторождение)
Тикондерога (англ. Ticonderoga) — нефтегазовое месторождение в США. Расположено в акватории Мексиканского залива. Открыто в 2004 года. Глубина моря в районе 1570 метров.
Нефтегазоносность связана с отложениями плиоценового и миоценового возраста. Общая продуктивная толща — 80. Извлекаемые запасы нефти оценивается 20 млн тонн и около 20 млрд м³ газа.
Оператором месторождение является нефтяная компания Kerr-McGee (50 %). Другие партнеры — Noble Energy (50 %).